# Probáld Ferenc
Probáld Ferenc (Budapest, 1941. április 5. –) az MTA doktora, professor emeritus, geográfus, biológia–földrajz szakos középiskolai tanár, meteorológus, az Eötvös Loránd Tudományegyetem professzora 2004-ig. Kutatási területe: regionális társadalomföldrajz, a Föld országainak és nagytérségeinek regionális földrajza, városi környezeti problémák, a középiskolai földrajzoktatás, a földrajztudomány története. Németül, angolul, oroszul beszél.

## Életrajz
Szakmai pályafutását az Eötvös Loránd Tudományegyetem Természettudományi Karának Általános Természetföldrajzi Tanszéken kezdte, ahol 1965–1967-ig volt tanársegéd.
1967–1977 között az ELTE TTK Regionális Földrajzi Tanszékének tanársegédje, majd adjunktusa; 1977–2002-ig docens, majd egyetemi tanár 1992–2004-ig. Tanszékvezetői tisztségét 1990–1994-ig töltötte be.
Másodállásban az Országos Meteorológiai Szolgálat tudományos tanácsadója is volt (1977–78).
Tanulmányútjai során 1968-ban 3 hónapot töltött Finnországban, egy évet az Amerikai Egyesült Államokban (1972–73), valamint Heidelbergben 1984-85-ig volt vendégdocens. Rövidebb tanulmányútjai Heidelbergbe (1992), Freiburgba (1994), Groningenbe (1996), és Londonba (1998) vezettek.

## Közéleti tevékenység, szakmai szervezeti tagság
Tiszteletbeli tagja a Magyar Földrajzi Társaságnak és a Magyar Meteorológiai Társaságnak, ezenkívül tagja az MTA Társadalomföldrajzi Bizottságának is. Szerkesztőbizottsági tagja a Földrajzi Közlemények és az Időjárás című folyóiratoknak.

## Ösztöndíjak, elismerések
- Steiner Lajos emlékérem
- Udvarhelyi Károly emlékérem
- Széchenyi Professzori Ösztöndíj
- Pro Universitate oklevél arany fokozat
- Lóczy Lajos-emlékérem
- Oktatói Szolgálati Emlékérem

## Publikációk
- Probáld F. (1974): Budapest városklímája. 127 p. Akadémiai Kiadó (Az Akadémiai Kiadó, valamint a Magyar Meteorológiai Társaság nívódíjával kitüntetett mű.)
- Probáld F. (1981): A levegőkörnyezet humánkomfortjának tervezése. In: Szepesi D. (szerk.): A levegőkörnyezet (levegőminőség és humánkomfort) tervezése, 155-197 p. Műszaki Kiadó, 1981.
- Probáld F. (1979): Észak-Amerika. Képes Földrajz, 183 p. Móra Kiadó, Budapest.
- Probáld F. (1981): Változik-e éghajlatunk? Gondolat Kiadó, 128 p.
- Probáld F. (1999): A földrajz fejlődése a XX. század második felében. In: Mendöl T.: A földrajztudomány az ókortól napjainkig (Szerk.: Perczel Gy.) 224-257. p. ELTE Eötvös Kiadó
- Probáld F.(szerk.) (2002): Afrika és a Közel-Kelet földrajza, 2. átdolgozott kiadás, 395 p., ELTE Eötvös Kiadó, Bp.
- Probáld F.(szerk.) (2004): Amerika regionális földrajza. (P. F. a fejezetek kb. 65%-ának szerzője). 359 p. Trefort Kiadó, Bp.
- Probáld F.- Szabó P. (szerk.): (2007): Európa regionális földrajza 2. Társadalomföldrajz. 539 p. (P. F. a fejezetek kb. felének szerzője). ELTE Eötvös Kiadó, Bp.
- Horváth G. – Probáld F. – Szabó Pál (szerk.) (2008): Ázsia regionális földrajza. (P. F. az Ázsia társadalomföldrajza – bevezető áttekintés, Délnyugat-Ázsia országai, Kazahsztán, Fülöp-szigetek, Kína és A két Korea c. fejezetek szerzője). 618 p., ELTE Eötvös Kiadó, Bp.
- Probáld F. – Ütőné Visi J. (2010): Földrajz 10. – Regionális földrajz, 232 p. Nemzeti Tankönyvkiadó, Bp.
- Probáld Ferenc (1995): A regionális földrajz helye a geográfiában. Háttérvázlat. In: Nemes Nagy J. (szerk.): Földrajz, regionális tudomány (tudományelméleti tanulmányok) 35-62. p. Regionális Tudományi Tanulmányok 2., ELTE Regionális Földrajzi Tanszék
- Probáld F. (2005): Környezettudomány és geográfia. In: Csorba P. (szerk.): Debreceni Földrajzi Disputa 19.-32. p. Debreceni Egyetem Tájvédelmi és Környezetföldrajzi Tanszék.
- Probáld F. (2005): Mendöl Tibor munkássága és szellemi öröksége. Földrajzi Közlemények CXXIX.,7.-14. p.
- Probáld F. (2007): Társadalomföldrajz és regionális tudomány. Tér és Társadalom XXI, 21-33. p.
- Probáld F. (2009): A megismerés útjai: művészet és tudomány szerepe a földrajzi tájfogalom történetében. In: Pajtókné Tari I. – Tóth A. (szerk.): Változó Föld, változó társadalom, változó ismeretszerzés, 22.-32. p. Eszterházy Károly Főiskola, Eger
- Meusburger, P. – Probáld F. (2010): Magyar diákok a Heidelbergi Egyetemen – a kulturális kölcsönhatás történeti és földrajzi tényezői. Földrajzi Közlemények 134/1. 59.-74. p.
- Probáld F. (2011): A gazdaság általános jellemzői. In: Kocsis K.- Schweitzer F. (szerk.): Magyarország térképekben, 139.-147. p. MTA Földrajztudományi Kutatóintézet, Bp.
- Probáld F. (2012): Egy elfeledett geográfus lappangó műve: A magyar lét földrajza. Földrajzi Közlemények 136/4. pp. 453.-458.
- Probáld F. (2016): Válogatott tanulmányok a földrajzról. ELTE Eötvös Kiadó, Bp.